# 8 mars 1944
Le mercredi 8 mars 1944 est le 68e jour de l'année 1944.

## Naissances
- Jean-Pierre Riba (mort le 16 novembre 2001), chimiste français
- Katsumi Matsumura, joueuse de volley-ball japonaise
- Pepe Romero, musicien espagnol
- Regina Ziegler, productrice allemande au cinéma et à la télévision
- Sergueï Nikitine, chanteur et compositeur russe

## Décès
- Alfred William Pollard (né le 14 août 1859), bibliographe et bibliothécaire britannique
- Césaire Levillain (né le 28 février 1885), enseignant et résistant français
- M. H. Hoffman (né le 21 mars 1881), producteur de cinéma américain
- Yōko Umemura (née le 21 octobre 1903), actrice japonaise

## Événements
- Début de la bataille d'Imphal